# تشارلز كيفن
تشارلز كيفن (بالإنجليزية: John Charles George Kevin) هو دبلوماسي أسترالي، ولد في 9 أكتوبر 1909 في فوربس ‏ في أستراليا، وتوفي في 13 فبراير 1968 في بريتوريا في جنوب أفريقيا بسبب سرطان.